# La Main Rouge
La Main Rouge, deutsch Rote Hand, war eine von der Auslandsabteilung des französischen Geheimdienstes Direction Générale de la Sécurité Extérieure (DGSE) in den 1950er Jahren betriebene Terrororganisation. Sie verfolgte das Ziel, Unterstützer der algerischen Unabhängigkeitsbestrebung und führende Mitglieder der Front de Libération Nationale (FLN) in der Zeit des Algerienkrieges zu liquidieren. Die Attentate selbst wurden vom Service Action ausgeführt.

## Aktivität in Deutschland
In der Bundesrepublik Deutschland wurden der Roten Hand mehrere Sprengstoffattentate zugeordnet, wie zum Beispiel gegen die Waffenhändler Otto Schlüter am 26. September 1956 sowie am 3. Juni 1957 und Georg Puchert (1915–1959) (alias Captain Morris) am 3. März 1959. Diese konnten jedoch letztendlich nie geklärt werden.
Am 27. November 1959 gab Christian Durieux der Zeitung Daily Mail ein Interview, in dem er behauptete, die Anschläge auf Schlüter und Puchert sowie auf den am 1. Oktober 1958 im Hamburger Hafen liegenden Frachter Atlas und auch auf den algerischen Exilpolitiker Amédiane Ait Alcene im Auftrag der Roten Hand verübt zu haben.
Insbesondere die Untätigkeit der französischen Behörden wurde im Ausland als ein Hinweis der französischen Regierung verstanden, dass diese das aggressive Vorgehen gegen Sympathisanten und Geschäftspartner der FLN veranlasst habe.

## Zugeschriebene Attentate und Anschläge
- 5. Dezember 1952 bei Radès: Das Auto des tunesischen Gewerkschaftsführers (Union Générale Tunisienne du Travail, UGTT) Farhat Hached wird beschossen, Hached wird im Bauch getroffen. Einige Minuten später kommt eine zweite Gruppe der Roten Hand und erschießt ihn.[1]

- 28. September 1956, Hamburg, Osterbekstraße 43–45: In den Geschäftsräumen der Otto Schlüter GmbH explodiert eine 5-kg-Bombe mit Säurezünder. Schlüters Mutter wird schwer verwundet, sein Geschäftspartner Wilhelm Lorenzen, 62 Jahre alt, verstirbt an den Folgen seiner schweren Verletzungen.

- 3. Juni 1957, Hamburg-Eppendorf, Loogestieg 10: Schlüters Mercedes 220 explodiert durch eine Haftladung. Schlüters Tochter Ingeborg wird leicht, seine Mutter diesmal tödlich verletzt.

- 18. Juli 1957, Hafen von Tanger: Georg Pucherts Kutter Bruja Roja wird durch eine Haftladung versenkt.

- 20. Juli 1957, Hafen von Tanger: Pucherts Kutter Sirocco wird durch eine Haftladung versenkt.

- 1957: Henriette Tremeaud, Ehefrau des früheren französischen Präfekten von Algier und jetzt Straßburg, wird durch eine für ihren Gatten bestimmte Sprengladung getötet.

- 1957: Charleroi, Belgien: Der FLN-Chef für Belgien wird erschossen.

- 1957: Madrid: Die spanische Sekretärin der FLN-Delegation wird erschossen.

- Juni 1958: Der Tunesier Chikhaoui wird in Marseille entführt, gefoltert und erschossen.

- 1. Oktober 1958, Hamburg: Der Bremer Frachter Atlas wird durch Sprengladungen teilweise versenkt.

- 5. November 1958: In Bonn wird der Chef der westdeutschen FLN-Vertretung, der 27-jährige Rechtsanwalt Améziane Aït Ahcène, vor der tunesischen Botschaft mit einer Maschinenpistole „nach Chicagoer Gangsterart“ (so Der Spiegel) niedergeschossen. Er stirbt Monate später in einem tunesischen Krankenhaus.

- 23. oder 28. November 1958, Rabat, Marokko: Der stellvertretende Generalstaatsanwalt Auguste Thuveny wird durch eine Bombe getötet. Er hat kurz zuvor Verbindungen zwischen französischen Terroristen und ihren Hintermännern in der französischen Armee, Verwaltung und Diplomatie aufgedeckt.

- 19. Januar 1959: Das FLN-Mitglied Abd-El Soualem wird auf dem Bahnhof von Saarbrücken ermordet.

- 3. März 1959 Ermordung des Waffenhändlers Georg Puchert in Frankfurt am Main durch eine Bombe unter seinem Auto.

- 13. März 1959, Ostende, Versenkung der Al Kahira durch eine Sprengladung.

- 21. Mai 1959: Der algerische Rechtsanwalt Ould Aoudia wird in Paris vor seinem Büro erschossen.

- 5. Juli 1959, Rom: Ein Autobombenattentat auf den FLN-Vertreter Tajeb Bouhlahrouf scheitert, da aus Versehen von spielenden Kindern ein Ball unter seinen Wagen geschossen wird, der die Bombe auslöst. Ein sechsjähriger Junge wird durch die Explosion getötet.

- 7. September 1959: In Beirut wird Mohammed Mahmoud Djami, der Ferhat Abbas treffen will, durch vier Schüsse aus einem Revolver niedergestreckt, als er einen Flug in die USA besteigen will

- 1. Januar 1960: Abd El Kader wird durch eine Explosion verletzt.

- 15. Oktober 1960, München: Wilhelm Beissner wird bei einem Anschlag schwer verletzt.

## In der Populärkultur
Belletristik 
- Jürgen Heimbach:  Die Rote Hand. weissbooks.w Verlag, Zürich 2019, ISBN 978-3-86337-177-7.
- Anne Weber: Annette, ein Heldinnenepos. Matthes & Seitz Berlin, Berlin 2020.

Kino
- Flucht aus der Hölle (DDR 1960, DFF)
- Hors-la-loi, F/ALG/BEL 2010, (Regie: Rachid Bouchareb)